# Promenad i de gamlas land
Promenad i de gamlas land är en fransk-svensk dokumentärfilm från 1974 i regi av Marianne Ahrne.
Filmen utgår från den franska författaren Simone de Beauvoirs essä Ålderdomen och diskuterar huruvida äldre personer verkligen behandlas som människor eller ej. Filmen spelades in i Frankrike.

### Fotnoter
1. 1 2  ”Promenad i de gamlas land”. Svensk Filmdatabas. http://sfi.se/sv/svensk-filmdatabas/Item/?itemid=8735&type=MOVIE&iv=Titles&ref=/templates/SwedishFilmSearchResult.aspx?id%3d1225%26epslanguage%3dsv%26searchword%3dPromenad+i+de+gamlas+land%26type%3dMovieTitle%26match%3dBegin%26page%3d1%26prom%3dFalse. Läst 30 april 2013.